# Coccyzus ferrugineus
Coccyzus ferrugineus е вид птица от семейство Cuculidae. Видът е световно застрашен, със статут Уязвим.

## Разпространение
Видът е разпространен в Коста Рика.